# Abrămuț
Abrămuț (in ungherese Vedresábrány) è un comune della Romania di 3 125 abitanti, ubicato nel distretto di Bihor, nella regione storica della Transilvania.
Il comune è formato dall'unione di 4 villaggi: Abrămuț, Crestur, Făncica, Petreu.